# Jofre II de Rocabertí
Jofre II de Rocabertí fou vescomte de Rocabertí entre 1181 i 1212. Fill de Dalmau III de Rocabertí i Arnaua de Castellet. Fou company del rei Pere el Catòlic i va participar contra els almuhadís i en la Batalla de les Navas de Tolosa o d'Úbeda on hi va morir.

## Núpcies i decendència
Es va casar amb Maria d'Empúries de qui va tenir els següents fills:
- Dalmau V de Rocabertí
- Ramon de Rocabertí, mort el 1215 i arquebisbe de Tarragona
- Dalmau